# Neumark (Saxônia)
Neumark é um município da Alemanha, situado no distrito de Vogtlandkreis, no estado da Saxônia. Tem 17,31 km² de área, e sua população em 2019 foi estimada em 2.964 habitantes.